# Eden*
Eden * est un visual novel japonais développé par Minori pour Windows jouable via un DVD et est sorti le 18 septembre 2009 noté comme tout public. Un patch pour adulte mis à jour du jeu intitulé Eden*Plus+Mosaic a été publié le même jour. Les autres jeux de Minori incluent Wind: A Breath of Heart et Ef: A Fairy Tale of the Two . Une adaptation manga illustrée par Takeshi Moriki a été publiée dans le magazine Monthly Comic Rex publié par Ichijinsha. Une version anglaise produite par MangaGamer est sortie sur Steam le 30 janvier 2015.

## Trame
Dans un avenir lointain, une énorme masse d'énergie apparaît soudainement près de Mars, ce qui provoque des phénomènes naturels inhabituels. En conséquence, les guerres et le terrorisme se produisent partout dans le monde. Il ne reste pour la Terre que 100 ans à cause des dégâts. Afin d'éviter l'extinction, l'humanité crée deux plans pour s'échapper de la Terre. L'une consiste à former le gouvernement mondial intégré pour rassembler des ressources et supprimer les antis. L'autre s'appelle le « plan Felix ». Les humains ont besoin de nouvelles technologies pour voyager dans l'espace et migrer vers d'autres planètes, ils créent donc une nouvelle espèce appelée Felix en manipulant des gènes. Félix sont des humains dotés d'une grande intelligence et d'un corps immortel. Quatre-vingt-dix-neuf ans plus tard, une fille Felix nommée Sion qui consacre toute sa vie aux plans des humains a accompli toutes ses tâches et décide de rester sur Terre pour le reste de sa vie. Puis un garçon, Ryō Haruna, est envoyé pour la protéger mais aussi pour restreindre sa liberté.

## Personnages

### Personnages principaux
Ryō Haruna (榛名 亮, Haruna Ryō)
Voix japonaise : Junji Majima, Kiya Sugi (Plus+Mosaic)
Ryō est le protagoniste de l'histoire. Il a été abandonné par ses parents à cause du chaos mondial. Il vivait dans les montagnes et a rejoint l'armée lors d'un incident. Il devient un excellent soldat et mène une carrière réussie au sein des forces spéciales. Après les guerres, il est nommé garde du corps de Sion.
Sion (シオン, Shion)
Voix japonaise : Yumi Shimura, Yōko Tange (Plus+Mosaic)
Sion est une fille Felix également connue comme la « sauveuse de l'humanité ». Elle a 100 ans mais avec une apparence d'adolescente. Elle possède l'intelligence la plus élevée parmi Felix et est l'un des principaux membres du projet d'évacuation de la Terre. En tant qu'ingénieur et développeur du vaisseau spatial, elle a été utilisée comme arme politique et a de nombreux ennemis. En fait, elle est juste une fille naïve qui désirait la beauté du monde extérieur parce qu'elle était enfermée à l'intérieur de l'institution depuis sa naissance.
Elica (エリカ, Erika)
Voix japonaise : Yumiko Nakajima, Yuna Yamada (Plus+Mosaic)
Elle est également Felix ainsi que la sœur aînée de Sion. Elle était une scientifique faisant des recherches avec Sion à l'institution. Maintenant, elle est son médecin personnel et la domestique de Sion. Elle a également une relation mystérieuse avec Ryō.
Naoto Inaba (稲葉 直人, Inaba Naoto)
Voix japonaise : Kōichi Tōchika, Chūjū Mibuno (Plus+Mosaic)
Il est le chef des gardiens de l'établissement. Il semble tout le temps relâché mais c'est un très bon soldat. C'est lui qui a amené Ryō à l'armée et est comme un frère aîné pour Ryō.
Lavinia F. Asai (浅井･F･ラヴィニア, Asai F. Ravuinia)
Voix japonaise : Eriko Nakamura, Hitomi Tatano (Plus+Mosaic)
Lavinia est l'ami de Ryō qui est également le garde du corps de Sion. Elle est une experte du combat et obéit toujours aux ordres de Sion. Elle est également douée pour se battre avec des poignards.

### Autres personnages
Natsume (ナツメ)
Voix japonaise : Junko Okada
Maya Tōno (塔野 真夜, Tōno Maya)
Voix japonaise : Mai Goto, Momo Harukawa (Plus*Mosaic)
Maya est une journaliste indépendante que Ryō rencontre quelques mois après s'être échappée du centre de recherche avec Sion. Elle est très extravertie et ne s'arrête pas à sa recherche de la vérité. Lors de la rencontre, Ryō est dure et ne fait pas confiance à Maya, même si elle est connue par Sion elle-même.

## Médias connexes

### Manga
Une adaptation manga, illustrée par Takeshi Moriki, a été sérialisée entre les numéros d'août 2009 et de mars 2010 du magazine manga Monthly Comic Rex d'Ichijinsha . Un volume tankōbon a été publié le 9 mars 2010.

### Émission de radio Internet
Une émission de radio Internet produite par Onsen intitulée The End of Eden (終末のエデン, Shūmatsu no Eden)  diffusé 30 épisodes entre le 3 juillet 2009 et le 29 janvier 2010. L'émission était animée par Yumiko Nakajima et Kōichi Tōchika qui jouent respectivement Erica et Naoto Inaba dans le visual novel.

### Musique
Le thème d'ouverture du roman visuel est « Little Explorer » d'Hitomi Harada. Tenmon et Eiichiro Yanagi ont produit la musique de fond du jeu.

### Jeu social
Un jeu social produit par CommSeed Corporation intitulé Eden* Campus Love Story (eden*学園恋物語, Eden* Gakuen Koimonogatari)  est sorti sur la plateforme de jeu par navigateur Mobage le 11 mars 2011 et sur la plateforme de jeu par navigateur GREE sur 29 novembre 2011. Dans un premier temps, le joueur est désigné comme le vice-président de l'union des étudiants. Le joueur peut rencontrer les personnages dEden* et les impressionner en communiquant avec eux. L'histoire dEden* est présente comme un rêve et relie les deux versions.